# Cud na drugim torze
Cud na drugim torze (ang. Miracle in Lane 2) – amerykański film oparty na prawdziwych wydarzeniach, należący do kategorii Disney Channel Original Movies.

## Opis fabuły
Film oparty na prawdziwej historii pewnego 13-latka jeżdżącego na wózku inwalidzkim, który chce zdobyć puchar tak jak jego brat atleta.

## Obsada
- Frankie Muniz - Justin Yoder
- Rick Rossovich - Myron Yoder
- Molly Hagan - Sheila Yoder
- Patrick Levis - Seth Yoder
- Roger Aaron Brown - Vic Sauder
- Tuc Watkins - God/Bobby Wade
- Brittany Bouck - Cindy
- Todd Hurst - Brad
- Kara Keough - Teresa
- Joel McKinnon Miller - Bill
- Holmes Osbourne - Randall
- Freda Fon Shen - Dr.Kwan
- Christian Copelin - Pipsqueak
- Judith Drake - Volunteer
- Rick Fitts - Soccer Coach
- Jim Jansen - Minister
- James Lashly - Leather Jacket Man
- Tom Nolan - Baseball Coach
- Milt Tarver - Elder Statesman
- Tom Virtue - Announcer